# Passosa
Passosa is een geslacht van hooiwagens uit de familie Gonyleptidae.
De wetenschappelijke naam Passosa is voor het eerst geldig gepubliceerd door Roewer in 1927. 

## Soorten
Passosa is monotypisch en omvat slechts de volgende soort:
- Passosa instructa